# Harta
《Harta》（日語：ハルタ）是KADOKAWA（Enterbrain品牌）每年出版10期的日本漫畫雜誌。

## 概要

### 基本概要
2006年10月，作为《Comic Beam》（当时隶属于Enterbrain）的增刊企划，仅收录新单作品的漫畫選集《Comic Beam Fellows！》出版。随后，杂志更名为《Fellows!》，并于2008年10月14日开始以新作者为主的概念出版，成为一本隔月刊的漫画杂志。凭借这一理念，该杂志在连载作品数量较多的同时，也保留了较多的短篇作品，形成较为独特的版面构成。自2013年2月15日出版，该杂志吸收了下述兄弟雜誌，并将杂志名称更改为《ハルタ》（Harta）以及出版周期调整为一年10期。与其他漫画杂志相比，该杂志的特点是尝试许多实验性的举措，例如不定期附赠宣传小册子或将杂志分册发行。
创刊初期，《Harta》与《Comic Beam》共同在Enterbrain的漫画编辑部内制作。但在2009年4月，《Fellows!》编辑部独立。独立后的一段时间内，4名编辑人员负责管理超过80名投稿作家。截至2012年2月，编辑部成员增至5人，从杂志更名为《Harta》的2013年2月起至2014年年底，成员数为6人。截至2021年1月，成员数进一步增至8人。版权页中记载的编辑部名称在2013年3月发行的《Harta》第2卷中仍为《Fellows!》编辑部。但在次年4月发行的第3卷中改为Haruta编辑部。

## 连载中作品
- 妖精森林的小不點（樫木祐人）
- 博兒的東瀛紀行（佐佐大河）
- 煙與蜜（長蔵ヒロコ）
- 琉璃的寶石（涉谷圭一郎）
- 據倖存的六人所述（山本和音）
- 司書正（丸山薫）
- 薄墨的盡頭（岩宗治生）
- 追星殺手（大島琳太郎）

### 连载中作品（Harta Alternative）
- J⇔M 殺手幼女（大武政夫）

### 连载完结
- 健全機鬥士（名嘉真亚咲）
- 在下坂本，有何貴幹？（佐野菜見）
- 姊嫁物語（森薰）
- 偕雲前往北北西（入江亞季）
- 米奇與達利 惡童物語（佐野菜見）
- 迷宮飯（九井諒子）